# شهرستان بارون-خمچیکسکی
شهرستان بارون-خمچیکسکی (به لاتین: Barun-Khemchiksky District) یک شهرستان در روسیه است که در تووا واقع شده‌است.